# Yongmunsan
Yongmunsan (koreanska: 용문산) är ett berg i Sydkorea.   Det ligger i provinsen Gyeonggi, i den norra delen av landet, 50 km öster om huvudstaden Seoul. Toppen på Yongmun-san är 1 157 meter över havet. Yongmun-san ingår i Jangnaksanmaek.
Terrängen runt Yongmun-san är huvudsakligen kuperad. Yongmun-san är den högsta punkten i trakten. Runt Yongmun-san är det ganska tätbefolkat, med 96 invånare per kvadratkilometer. Närmaste större samhälle är Yangp'yŏng, 9,5 km sydväst om Yongmun-san. I omgivningarna runt Yongmun-san växer i huvudsak blandskog.